# Contea autonoma yi, hani e lahu di Zhenyuan
La contea autonoma yi, hani e lahu di Zhenyuan (镇沅彝族哈尼族拉祜族自治县S, Zhènyuán Yízú Hānízú Lāhùzú ZìzhìxiànP) è una contea della Cina, situata nella provincia di Yunnan e amministrata dalla prefettura di Pu'er.